# Kanton Rennes-Nord-Ouest
Kanton Rennes-Nord-Ouest (francouzsky Canton de Rennes-Nord-Ouest) je francouzský kanton v departementu Ille-et-Vilaine v regionu Bretaň. Tvoří ho pouze severozápadní část města Rennes.